# Nick Driebergen
Nicolaas ("Nick") Driebergen (Rijnsburg, 19 augustus 1987) is een voormalig Nederlands zwemmer die gespecialiseerd is in de rugslag. Hij trainde bij het Nationaal Zweminstituut Amsterdam onder leiding van Martin Truijens. Naast het zwemmen is hij afgestudeerd aan de Johan Cruijff University in Sportmarketing. 
Na zijn zwemcarrière werd hij teammanager voor de KNZB en is hij werkzaam in de media. Hij werkt als redacteur voor o.a. de sporttalkshow van Ziggo Sport: Peptalk.

## Carrière
Als jeugdzwemmer was Nick Driebergen ook altijd al een grote belofte met 2 deelnames aan het Europees Jeugd Kampioenschap, in Lissabon (2004) en Boedapest (2005). In Lissabon won hij een bronzen medaille op de 50m rugslag. In 2006 vond hij aansluiting met de nationale en internationale top door zich te kwalificeren voor de Europese kampioenschappen zwemmen 2006 in Boedapest. Tijdens dat EK in zwom hij bij zijn eerste deelname aan een groot toernooi voor senioren direct naar 2 halve finales. Op de Europese kampioenschappen kortebaanzwemmen 2006 in Helsinki eindigde hij als achtste op de 100 meter rugslag en strandde hij in de halve finales van de 50 meter rugslag. Samen met Robin van Aggele, Bastiaan Tamminga en Johan Kenkhuis eindigde hij als achtste op de 4x50 meter wisselslag.
Eind 2006 volgde echter een teleurstelling, doordat hij zich niet wist te plaatsen voor het wereldkampioenschappen zwemmen 2007 in Melbourne. In juni 2007 revancheerde Driebergen zich weer door op de Nederlandse kampioenschappen zwemmen 2007 in Amsterdam limieten te zwemmen voor de Olympische Zomerspelen 2008 in Peking. Dit deed hij op de 100 en 200 meter rugslag. Tijdens de Dutch Open Swim Cup 2007 begin december toonde hij voorbehoud, waardoor hij ruim voor de Spelen al zeker was van deelname. Een week later, tijdens de Europese kampioenschappen kortebaanzwemmen 2007 in Debrecen, strandde hij in de halve finales van de 50 en de 100 meter rugslag en in de series van de 200 meter rugslag. Op de 4x50 meter wisselslag veroverde hij samen met Robin van Aggele, Bastiaan Tamminga en Mitja Zastrow de bronzen medaille.
Op de Europese kampioenschappen zwemmen 2008 in Eindhoven eindigde Driebergen als vijfde op de 100 meter rugslag en als zesde op de 50 meter rugslag, op de 200 meter rugslag werd hij gediskwalificeerd. Samen met Thijs van Valkengoed, Robin van Aggele en Mitja Zastrow eindigde hij als vierde op de 4x100 meter wisselslag. In Manchester nam de Nederlander deel aan de wereldkampioenschappen kortebaanzwemmen 2008, op dit toernooi werd hij uitgeschakeld in de series van de 100 meter rugslag. Tijdens de Olympische Zomerspelen van 2008 in Peking strandde Driebergen in de series van zowel de 100 als de 200 meter rugslag. Op de Europese kampioenschappen kortebaanzwemmen 2008 in Rijeka werd hij uitgeschakeld in de series van de 50 en de 100 meter rugslag, op de 4x50 meter wisselslag eindigde hij samen met Robin van Aggele, Bastiaan Tamminga en Robert Lijesen op de vijfde plaats.
Tijdens de Amsterdam Swim Cup 2009 kwalificeerde Driebergen zich voor de wereldkampioenschappen zwemmen 2009 in Rome. In Rome strandde de Nederlander in de halve finales van de 100 en de 200 meter rugslag en in de series van de 50 meter rugslag. Samen met Lennart Stekelenburg, Joeri Verlinden en Sebastiaan Verschuren werd hij gediskwalificeerd in de series van de 4x100 meter wisselslag. In Istanboel nam Driebergen deel aan de Europese kampioenschappen kortebaanzwemmen 2009, op dit toernooi werd hij uitgeschakeld in de halve finales van de 50 en de 100 meter rugslag. Op de 4x50 meter wisselslag eindigde hij samen met Robin van Aggele, Joeri Verlinden en Bastiaan Tamminga op de vijfde plaats.
Op de Europese kampioenschappen zwemmen 2010 in Boedapest eindigde de Nederlander als zesde op de 200 meter rugslag, op zowel de 50 als de 100 meter rugslag eindigde hij op de achtste plaats. Samen met Lennart Stekelenburg, Joeri Verlinden en Sebastiaan Verschuren veroverde hij de bronzen medaille op de 4x100 meter wisselslag. Tijdens de Europese kampioenschappen kortebaanzwemmen 2010 in Eindhoven sleepte Driebergen de bronzen medaille in de wacht op de 50 meter rugslag en eindigde hij als vijfde op de 100 meter rugslag, op de 4x50 meter wisselslag eindigde hij samen met Robin van Aggele, Joeri Verlinden en Stefan de Die op de vierde plaats. In Dubai nam hij deel aan de wereldkampioenschappen kortebaanzwemmen 2010, op dit toernooi strandde hij in de halve finales van de 100 meter rugslag en in de series van zowel de 50 als de 200 meter rugslag.
Op de wereldkampioenschappen zwemmen 2011 in werd Driebergen uitgeschakeld in de halve finales van zowel de 100 als de 200 meter rugslag, met zijn tijd in de halve finale van de 100 meter rugslag nomineerde hij zich voor de Olympische Zomerspelen 2012 in Londen. Samen met Lennart Stekelenburg, Joeri Verlinden en Sebastiaan Verschuren eindigde hij als vijfde op de 4x100 meter wisselslag.
Na zijn actieve zwemcarrière is Driebergen gaan waterpoloën bij Vivax in Oegstgeest.

## Resultaten

### Internationale toernooien
| Jaar | Olympische Spelen                                     | WK langebaan                                                           | WK kortebaan                                      | EK langebaan                                                           | EK kortebaan                                                            |
| ---- | ----------------------------------------------------- | ---------------------------------------------------------------------- | ------------------------------------------------- | ---------------------------------------------------------------------- | ----------------------------------------------------------------------- |
| 2006 |                                                       |                                                                        | geen deelname                                     | 12e 50m rugslag 13e 100m rugslag                                       | 9e 50m rugslag 8e 100m rugslag 8e 4x50m wisselslag                      |
| 2007 |                                                       | geen deelname                                                          |                                                   |                                                                        | 11e 50m rugslag · 9e 100m rugslag · 14e 200m rugslag · 4x50m wisselslag |
| 2008 | 28e 100m rugslag 24e 200m rugslag                     |                                                                        | 22e 100m rugslag                                  | 6e 50m rugslag 5e 100m rugslag DQ 200m rugslag 4e 4x100m wisselslag    | 11e 50m rugslag 10e 100m rugslag 5e 4x50m wisselslag                    |
| 2009 |                                                       | 17e 50m rugslag 14e 100m rugslag 11e 200m rugslag DQ 4x100m wisselslag |                                                   |                                                                        | 18e 50m rugslag 11e 100m rugslag 5e 4x50m wisselslag                    |
| 2010 |                                                       |                                                                        | 22e 50m rugslag 13e 100m rugslag 12e 200m rugslag | 8e 50m rugslag · 8e 100m rugslag · 6e 200m rugslag · 4x100m wisselslag | 50m rugslag · 5e 100m rugslag · 4e 4x50m wisselslag                     |
| 2011 |                                                       | 11e 100m rugslag 9e 200m rugslag 5e 4x100m wisselslag                  |                                                   |                                                                        | geen deelname                                                           |
| 2012 | 7e 4x100m wisselslag 10e 100m rugslag 9e 200m rugslag |                                                                        |                                                   |                                                                        |                                                                         |

### Nederlandse kampioenschappen zwemmen
| Jaar | NK langebaan | NK kortebaan                                                   |
| ---- | --- | -------------------------------------------------------------- |
| 2005 | 50m rugslag · 100m rugslag · 200m rugslag | 50m rugslag · 100m rugslag · 200m rugslag                      |
| 2006 | 50m rugslag · 100m rugslag · 200m rugslag · 4e 50m vlinderslag · 8e 100m vlinderslag · 8e 200m vlinderslag · 4e 200m wisselslag · 400m wisselslag | geen deelname                                                  |
| 2007 | 50m rugslag · 100m rugslag · 200m rugslag | geen deelname                                                  |
| 2008 | 50m rugslag · 100m rugslag · 200m rugslag | 50m rugslag · 100m rugslag · 200m rugslag · 5e 50m vlinderslag |
| 2009 | geen deelname | 50m rugslag · 100m rugslag · 200m rugslag                      |
| 2010 | 50m rugslag · 100m rugslag · 200m rugslag | 50m rugslag · 200m rugslag · 200m wisselslag                   |
| 2011 | 50m rugslag · 100m rugslag · 200m rugslag · 4e 200m wisselslag                                                                                    | 4e 50m rugslag · 4e 100m rugslag · 200m rugslag                |

## Persoonlijke records
Bijgewerkt tot en met 3 december 2010

### Kortebaan
| Afstand      | Tijd       | Datum            | Plaats    |
| ------------ | ---------- | ---------------- | --------- |
| 50m rugslag  | NR 23,63   | 10 december 2009 | Istanboel |
| 100m rugslag | NR 51,39   | 12 december 2009 | Istanboel |
| 200m rugslag | NR 1.53,08 | 3 december 2010  | Amsterdam |

### Langebaan
| Afstand      | Tijd       | Datum           | Plaats |
| ------------ | ---------- | --------------- | ------ |
| 50m rugslag  | 25,08      | 1 augustus 2009 | Rome   |
| 100m rugslag | NR 53,62   | 29 juli 2012    | Londen |
| 200m rugslag | NR 1.56,85 | 30 juli 2009    | Rome   |

## Privé
Op 12 november 2024 werd Driebergen vader van een dochter. 